# ヨアヒム・キルシュナー
ヨアヒム・キルシュナー(独:Joachim Kirschner、1920年6月7日 - 1943年12月17日)は、ドイツの軍人。最終階級は空軍大尉。第二次世界大戦では188機を撃墜したエース・パイロットであり、柏葉付騎士鉄十字章を受章している。

## 経歴
1939年8月26日にドイツ空軍へ入隊したキルシュナーは、直後勃発した第二次世界大戦に動員された。1942年12月には、51機撃墜の戦功によりドイツ十字章と空軍名誉杯を受章した。1943年7月5日には総撃墜機数が150機に達した。8月2日には170機撃墜により柏葉付騎士鉄十字章も受章している。しかし12月17日、彼が搭乗していたメッサーシュミット Bf109 G-6がアメリカ第57作戦群所属の戦闘機P-47によってクロアチア独立国メトコヴィチ上空で撃墜されてしまった。彼はパラシュートでの脱出を図ったが、着地先で第29ヘルツェゴビナ狙撃師団によって射殺された。

## 叙勲
- 空軍前線飛行章
  - ペナント付き黄金空軍前線飛行章
- 空軍名誉杯 (1942年12月21日)
- ドイツ十字章
  - ドイツ十字章金章 (1942年12月3日)[1]
- 鉄十字章
  - 二級鉄十字勲章1939年章 (1942年1月27日)[2]
  - 一級鉄十字勲章1939年章 (1942年4月12日)[2]
- 騎士鉄十字章
  - 騎士鉄十字章 (1942年12月23日)[3]
  - 柏葉付騎士鉄十字章 (1943年8月2日)[4]